# 母愛

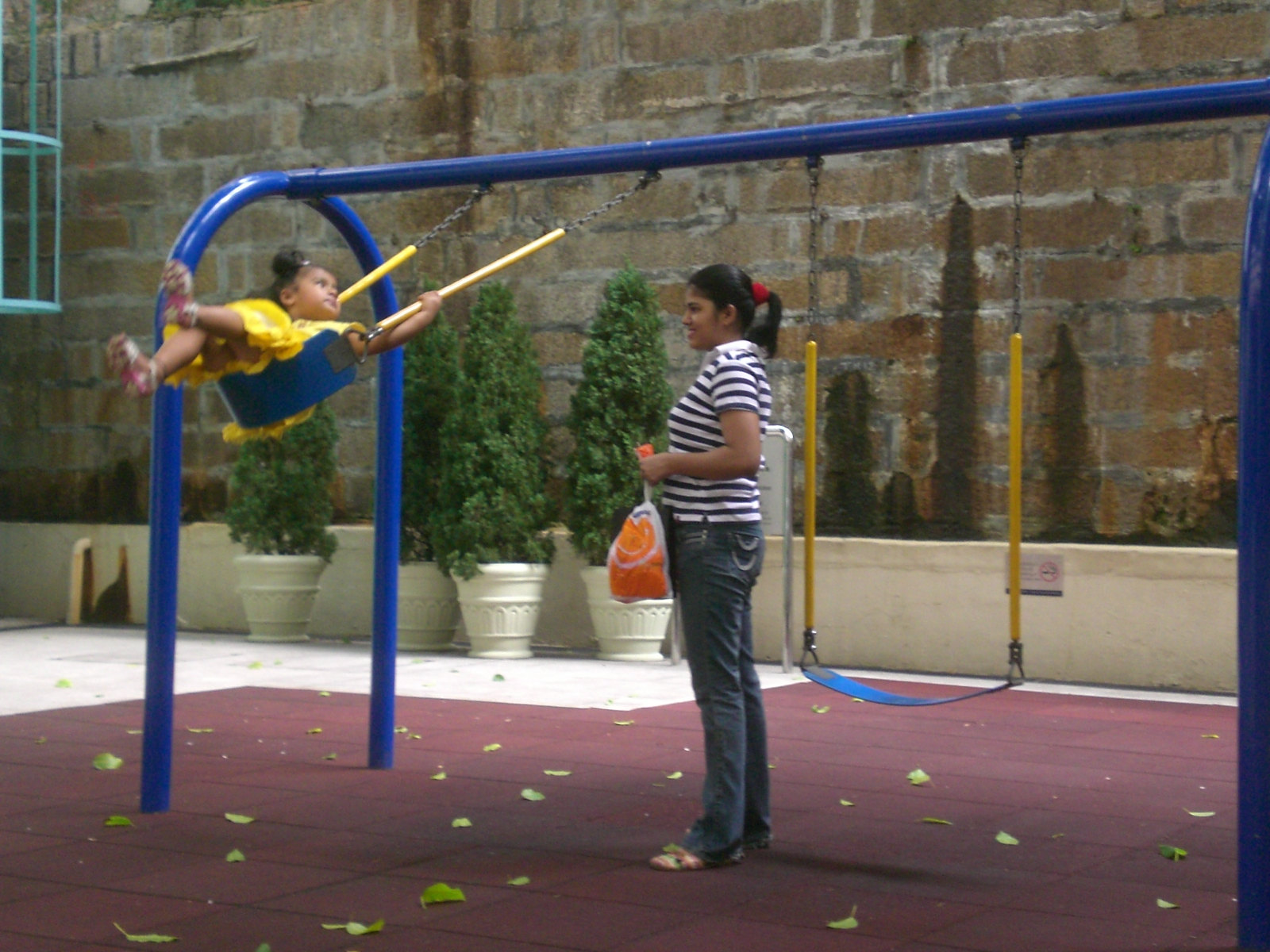
母愛表現於親子關係上

母愛和父愛是母親、父亲對子女的關心和愛護，例如把兒子和女兒由嬰兒期、兒童、青少年，直至成年，供書教學，關懷照顧等。

## 對母愛的解讀
母爱是这个世界上最温柔的力量，它为你保驾护航。

### 歌頌母愛
母愛常被描繪成母親對子女的恩情，是無私、偉大，也是文學作品中的常見題材。例如冰心就以歌頌母愛見稱，古代也有不少詩詞歌頌母愛，例如唐朝詩人孟郊的《遊子吟》，表現出母親對子女無微不至的關懷。

### 質疑母愛
亦有人認為母愛不過是一種出於生物本能的行為，亦不認為是值得歌頌的東西，例如張愛玲就認為母愛只是人與其他動物都具有的本性，不能引以自豪 甚至認為母愛只是被誇大了、戲劇化了的感情 。
此外，有人認為母愛並非出於偉大的犧牲，而是一種反應，法國存在主義作家、女性主義者西蒙·波娃在著作《第二性》中提出，母愛並不是出於天生，而是母親對處境的反應。

## 相關
- 親子關係
- 棄嬰
- 孝